# Fraile Muerto
Fraile Muerto è un comune dell'Uruguay, situato nel Dipartimento di Cerro Largo.